# جودي كلارك
جودي كلارك (بالإنجليزية: Judy Clarke)‏ هي محامية أمريكية، ولدت في 1952 في آشفيل في الولايات المتحدة.